# ZX Grand Tiger
ZX Grand Tiger — пикап, выпускающийся с 2007 года китайской компанией ZX Auto.

## История

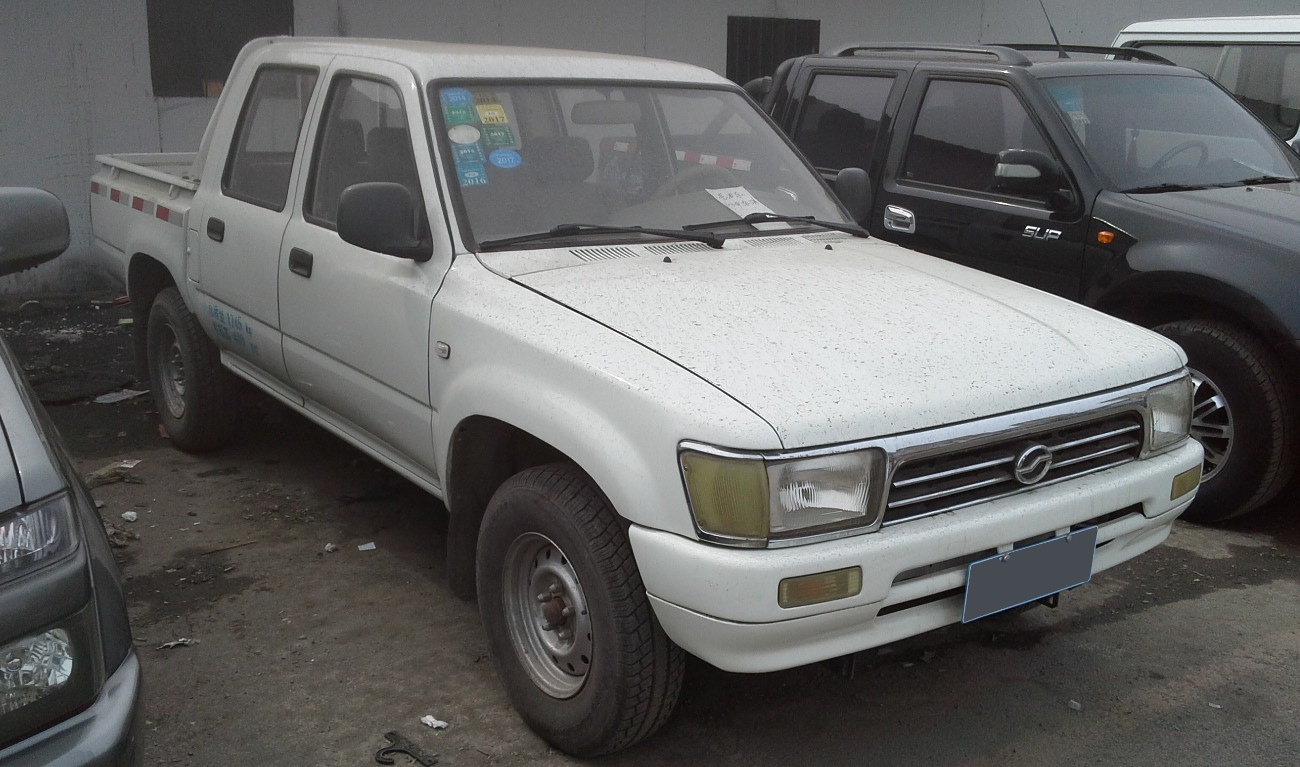
Tianye Admiral

Ещё в 1990-е годы компания занималась нелицензионным копированием Toyota Hilux, используя формы, импортированные из Тайваня от Taiwan Unite Leading Company — пикап Tianye BQ1020 и внедорожник BQ5020. 
С 1999 года, получив лицензию от Toyota, компания выпускала модель ZX Admiral, пикап версию Admiral Pickup.
В 2007 году пикап стал отдельной моделью от внедорожника, получив название Grand Tiger, ранее представленный в ноябре 2006 года на 9-м Пекинском автосалоне как Zhongxing Weihu Grand (4х4).
У Grand Tiger в отличие от Admiral Pickup была оригинальная конструкция, к бензиновому лицензионному двигателю Toyota 4Y объёмом 2.2 литра и мощностью 103 л. с. добавились бензиновый Mitsubishi 4G64 объемом 2.3 литра мощностью 126 л. с. и дизельный Nissan QD32 объемом 3,2 литра и мощностью 110 л. с., изменилась и подвеска: вместо торсионной на двойных рычагах спереди и задней неразрезной балки на рессорах стала — спереди двухрычажная независимая пружинная со стабилизатором поперечной устойчивости, а сзади также пружинная из асимметрической расширенной листовой стали с изменением прочности. Привод — задний или полный, подключаемый по жесткой схеме — без межосевого дифференциала. Коробка передач — 5-ступенчатая «механика» или с 4-ступенчатый «автомат».
Помимо домашнего рынка Китая модель активно поставлялась в страны Ближнего Востока и Африки. 
В 2009 году шесть тысяч пикапов Grand Tiger были поставлены в Ливию, и когда в 2011 году там началась Гражданская война эти пикапы активно использовались в боевых действиях как правительственными войсками так и оппозицией, некоторое число пикапов позже использовалось боевиками в войне в Сирии. Именно война в Ливии стала «звёздным часом» для модели и в целом для компании, на Шанхайском автосалоне 2013 года ZX Auto представила пикап в «ливийском стиле» с уже установленным станком для пулемёта.
В 2010—2013 годах выпускалась как Grand Tiger G3, с марта 2013 года модель получила название Grand Tiger TUV.
В 2020 году, после рестайлинга, возвращено название Grand Tiger, вариант двигателя остался один — турбодизель объёмом 2.5 литра мощностью 150 л. с. в паре с шестиступенчатой «механикой», в базовой комплектации с задним приводом, опционально — подключаемым полным. Цена на внутреннем рынке — от 89 800 до 99 800 юаней.

## Галерея

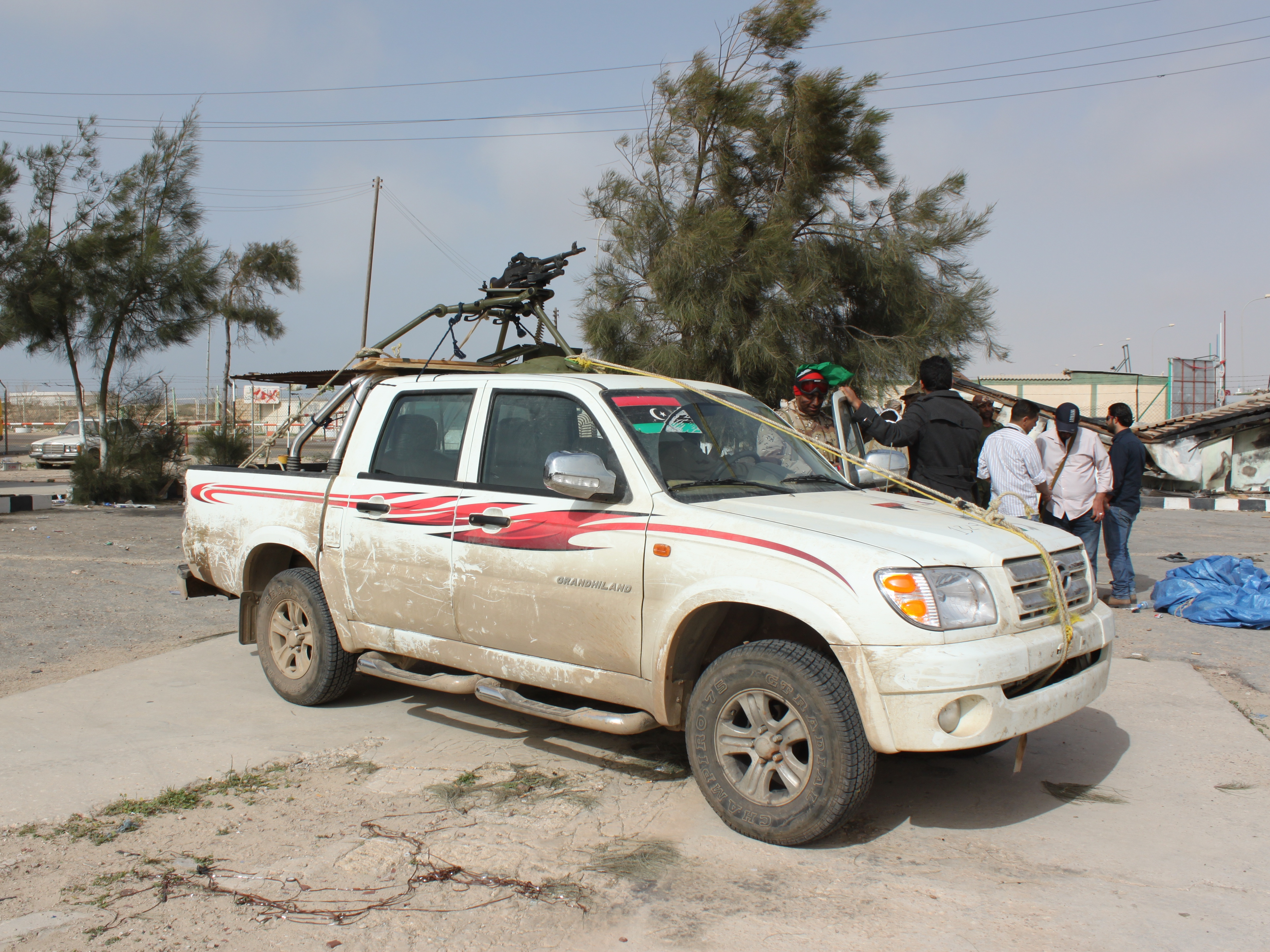
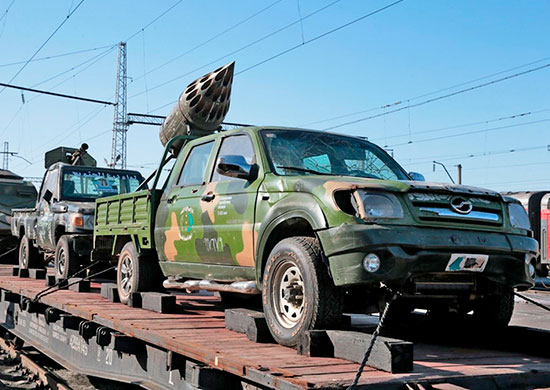
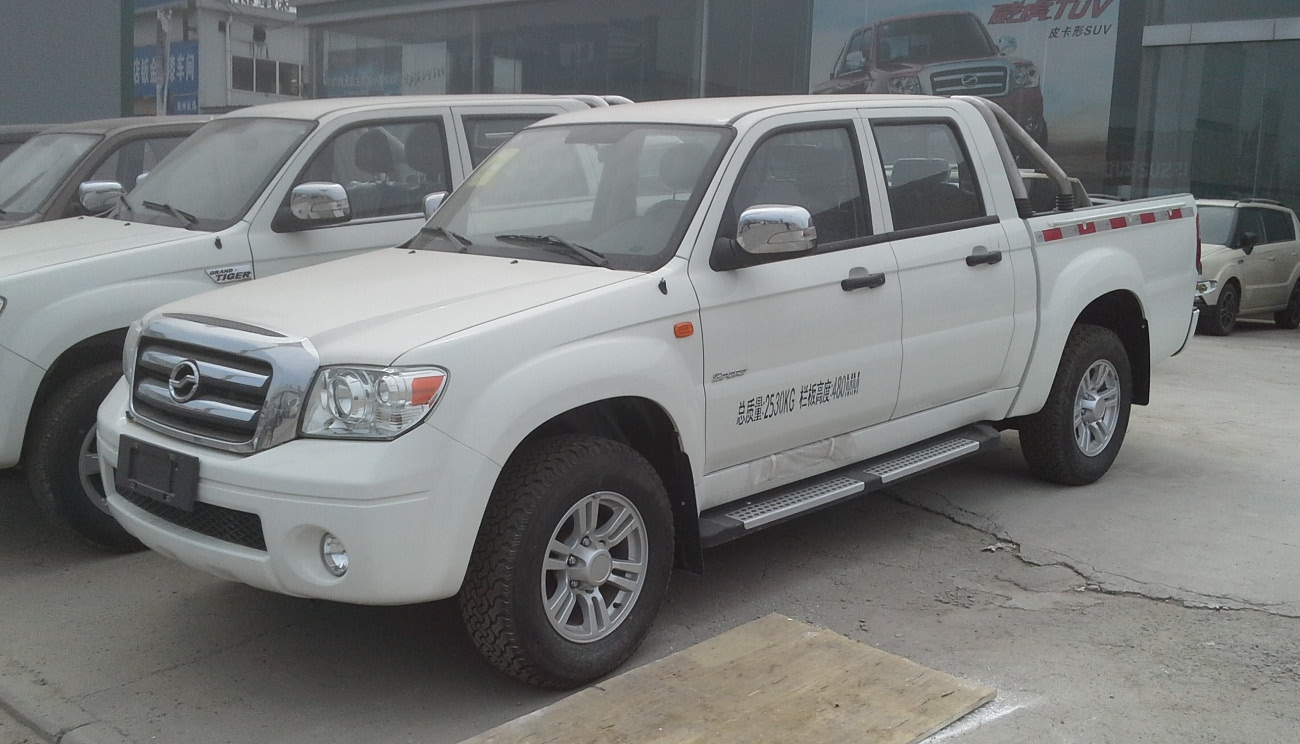
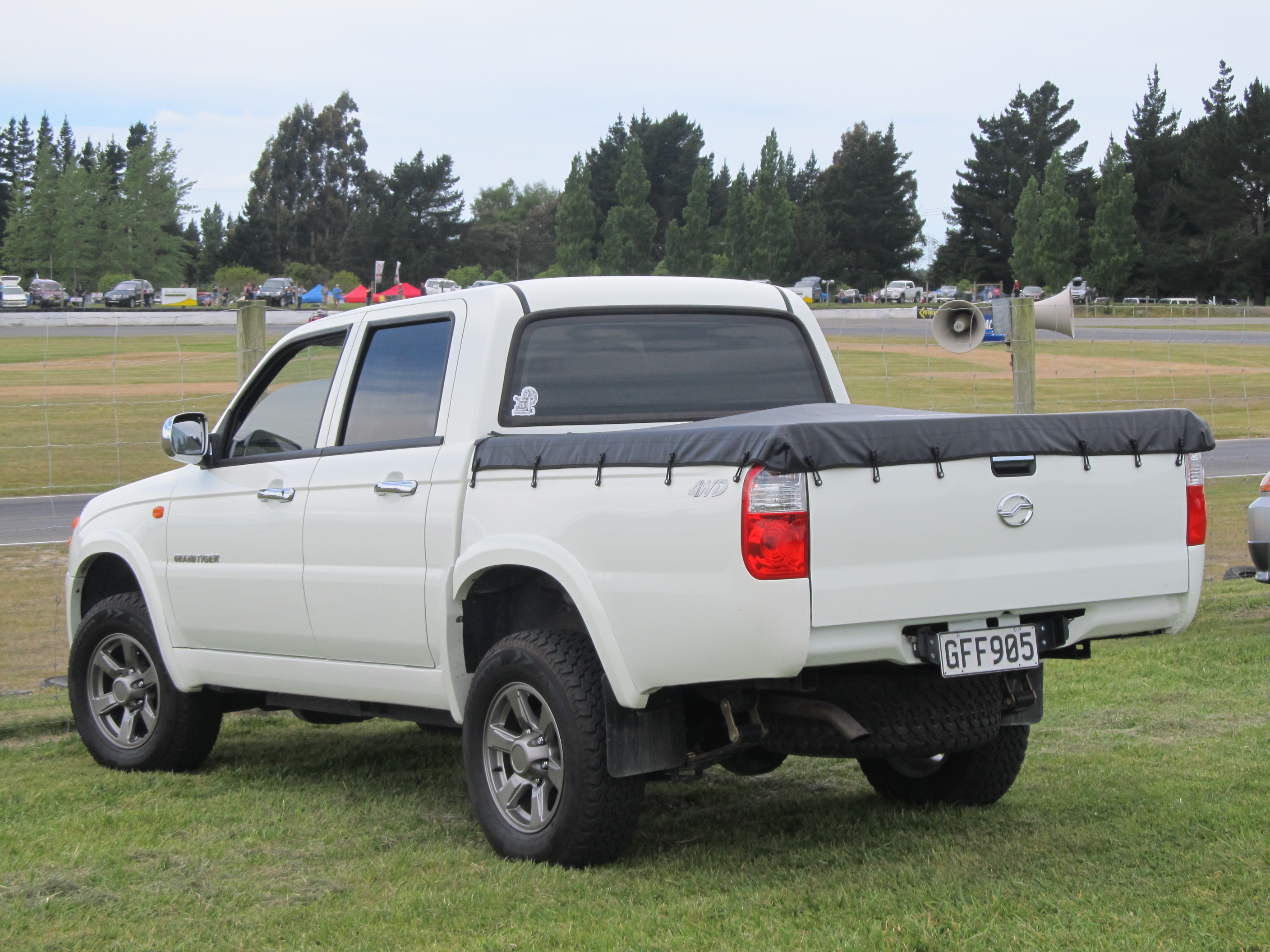

## На рынке России

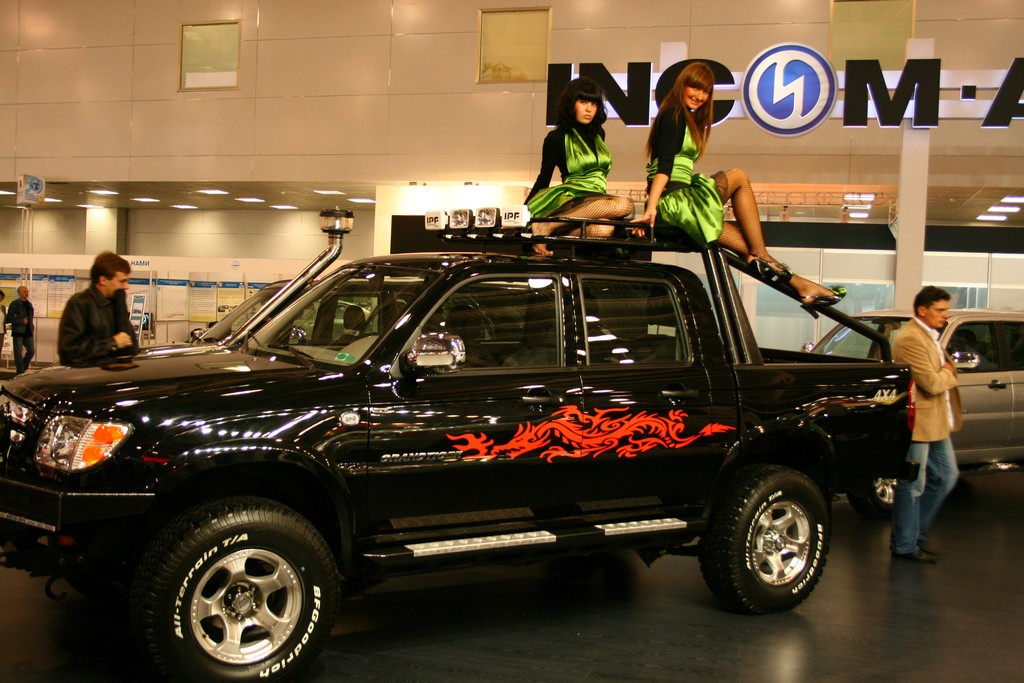
на Московском автосалоне, 2008

Хотя ещё с 2004 года в Россию поставлялся предшественник модели — пикап ZX Admiral, ставший первым официально поставлявшимся автомобилем Китая, который в 2005—2006 годах даже собирался малыми партиями на заводе в Бийске, сборка Grand Tiger планировалась на заводе "АМУР", но не состоялась.
В 2007—2009 годах пикап Grand Tiger только импортировался из Китая дилером «Инком-Авто» по цене от 425 000 до 518 000 рублей.